# Llista d'emirs de Kuwait
Llista dels diferents sobirans de Kuwait (hakims i emirs). La dinastia Al Sabah arribà parcialment al poder el 1718; abans els Banu Khalid manaven a la regió.
| Nom                           | Inici del regnat       | Fi del regnat          | Notes      |  |
| ----------------------------- | ---------------------- | ---------------------- | ---------- |  |
| Kuwait                        |                        |                        |            |  |
| Sabah I                       | 1752                   | 1762                   | hakim      |  |
| Abdallah I                    | 1762                   | 3 de maig de 1814      |            |  |
| Jaber I                       | 3 de maig de 1814      | 1859                   |            |  |
| Sabah II                      | 1859                   | Novembre 1866          |            |  |
| Abdallah II                   | Novembre 1866          | Maig 1892              |            |  |
| Muhammad I                    | Maig 1892              | Maig 1896              |            |  |
| Mubarak I                     | Maig 1896              | 28 de novembre de 1915 |            |  |
| Jaber II                      | 28 de novembre de 1915 | 5 de febrer de 1917    |            |  |
| Salim I                       | 5 de febrer de 1917    | 22 de febrer de 1921   |            |  |
| Ahmad I                       | 22 de febrer de 1921   | 29 de gener de 1950    |            |  |
| Abdallah III                  | 29 de gener de 1950    | 19 de juny de 1961     |            |  |
| Estat de Kuwait               |                        |                        |            |  |
| Abdallah III                  | 19 de juny de 1961     | 24 de novembre de 1965 | emir       |  |
| Sabah III                     | 24 de novembre de 1965 | 31 de desembre de 1977 |            |  |
| Jaber III                     | 31 de desembre de 1977 | 2 d'agost de 1990      |            |  |
| Província iraquiana de Kuwait |                        |                        |            |  |
| Alaa Hussein Ali              | 2 d'agost de 1990      | 8 d'agost de 1990      | governador |  |
| Ali Hassan al-Majid           | 8 d'agost de 1990      | Novembre 1990          |            |  |
| Aziz Salih Numan              | Novembre 1990          | 27 de febrer de 1991   |            |  |
| Estat de Kuwait               |                        |                        |            |  |
| Jaber III                     | 27 de febrer de 1991   | 15 de gener de 2006    | emir       |  |
| Saad                          | 15 de gener de 2006    | 24 de gener de 2006    |            |  |
| Sabah IV                      | 24 de gener de 2006    | 29 de setembre de 2020 |            |  |
| Nawaf                         | 29 de setembre de 2020 | 16 de desembre de 2023 |            |  |
| Mixaal                        | 16 de desembre de 2023 | en el càrrec           |            |  |